# Mongolonyx
Mongolonyx is een geslacht van uitgestorven carnivore hoefdieren uit de familie Mesonychidae van de orde Mesonychia dat tijdens het Eoceen in oostelijk Azië leefde.

## Fossiele vondsten
Fossielen van Mongolonyx zijn gevonden in de regio Binnen-Mongolië van de Volksrepubliek China. De vondsten dateren uit het Midden-Eoceen.

## Kenmerken
Mongolonyx robustus was de grootste soort met het formaat van een Bengaalse tijger. De schedel was meer dan 50 cm lang en daarmee zo groot als die van een grizzlybeer. Mongolonyx jaagde vermoedelijk op grote prooidieren zoals grote onevenhoevigen. Daarnaast was het waarschijnlijk ook een aaseter.